# Òpera Teatre de Saint Louis

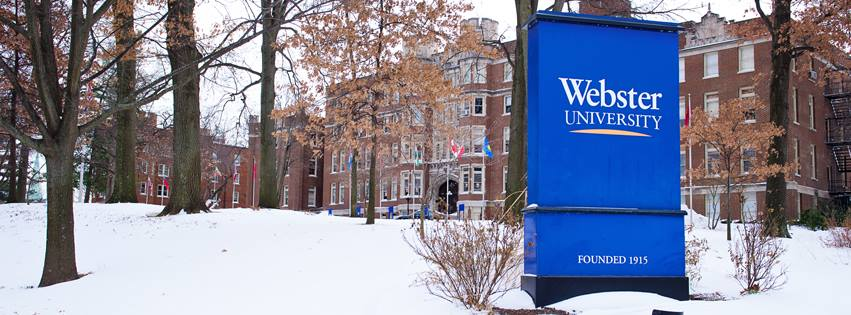
Imatge de la Universitat de Webster, seu del festival.

L'Òpera Teatre de Saint Louis (OTSL) és una festival d'òpera que té lloc a Saint Louis, Missouri (Estats Units). Típicament conformada per quatre òperes, cantades totes en anglès, es presenten cada temporada que va des de finals de maig fins a finals de juny. Les representacions les acompanya l'Orquestra Simfònica de Saint Louis, que es divideix en dos grups, cobrint cadascun d'ells dues de les òperes, per temporada. Les representacions es duen a terme al Loretto-Hilton Center al campus de la Universitat de Webster. El 2005, l'OTSL va adoptar incorporar subtítols en anglès al teatre.